# پل ناگل
پل ناگل (انگلیسی: Paul Nagle؛ زادهٔ ۲۹ اوت ۱۹۷۸) نقشه خوان اهل جمهوری ایرلند است. رانندگانی که او با آنها همکاری کرده است شامل کریس میکه ، گرت مکل و کریگ برین است.